# Anton Pfeffer
Pour les articles homonymes, voir Pfeffer.
Anton Pfeffer est un footballeur autrichien né le 17 août 1965 à Lilienfield, qui évoluait au poste de défenseur à l'Austria Vienne et en équipe d'Autriche.
Pfeffer a marqué un but lors de ses soixante-trois sélections avec l'équipe d'Autriche entre 1988 et 1999.

## Carrière de joueur
- 1985-2000 : Austria Vienne

## Palmarès

### En équipe nationale
- 63 sélections et 1 but avec l'équipe d'Autriche entre 1988 et 1999.

### Avec l'Austria Vienne
- Vainqueur du Championnat d'Autriche de football en 1986, 1991, 1992 et 1993.
- Vainqueur de la Coupe d'Autriche de football en 1986, 1990, 1992 et 1993.

## Carrière d'entraîneur
- 2001 : Austria Vienne